# Stacy Sanches
Stacy Sanches (ur. 4 września 1973 w Dallas) – modelka i aktorka amerykańska pochodzenia latynoskiego, znana również jako  Stacy Sanchez. Mieszka w Dallas w amerykańskim stanie Teksas.